# Svart eldrygg
Släthuvad eldrygg (Lophura erythrophthalma) är en fågel i familjen fasanfåglar inom ordningen hönsfåglar.

## Utseende och läte
Svart eldrygg är en mörk fasan. Hanen är glansigt purpurblå (men ter sig svartaktig), med tunn vitaktig marmorering på ovansidan och bröstsidorna. Den rätt korta stjärten är gräddfärgad stjärt med svart längst in. Grå eldrygg, tidigare behandlad som underart, skiljer sig från svart eldrygg  genom matt ljusgrå nacke och tydliga smala vita strimmor från halsen till mitten på buken och från nacken till manteln.
Honan är svartaktig liksom hanen men med brunare huvud, ljusare strupe och mestadels glanslöst svart på stjärt, bukmitt, undergump och vingpennor. Ungfågeln liknar honan men har rostspetsade kroppsfjädrar. Bland lätena hörs låga "tak-takrau", vibrerande gutturala "purr" och högljudda "kak" som varning. Låga kluckande ljud hörs även under födosök.

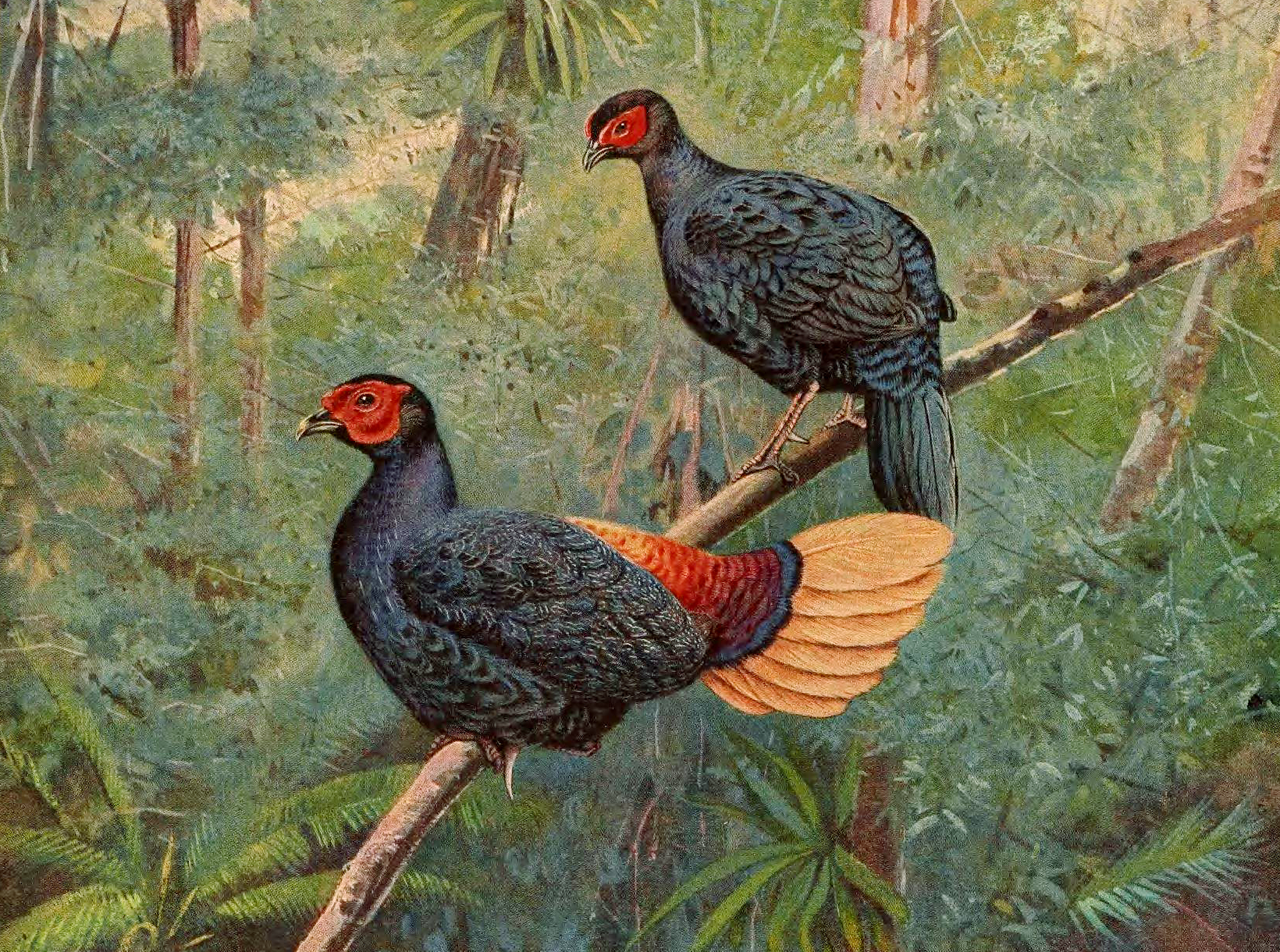

## Utbredning och systematik
Svart eldrygg förekommer i låglandsskogar på Malackahalvön och Sumatra. Tidigare inkluderades grå eldrygg (Lophura pyronota) på Borneo i arten, då med svenska trivialnamnet släthuvad eldrygg. Den urskiljs som egen art, sedan 2014 av BirdLife International, 2022 av tongivande eBird/Clements och 2023 av International Ornithological Congress.

## Levnadssätt
Svart eldrygg hittas i ursprungliga eller väl uppväxta skogar på plan mark under 300 meters höjd. På Malackahalvön häckar den åtminstone mellan mars och september.

## Status
Internationella naturvårdsunionen IUCN kategoriserar svart eldrygg som akut hotad.